# Papa Leon al IX-lea
Papa Leon al IX-lea (în germană Leo IX.;  n. 21 iunie 1002, Eguisheim, région Alsace⁠(d), Franța – d. 19 aprilie 1054, Roma, Statele Papale), având numele laic: Bruno Graf von Egisheim-Dagsburg, iar în franceză: Bruno d'Eguisheim-Dabo, a fost Papă al Bisericii Universale între 12 februarie 1049 și 19 aprilie 1054.

## Biografie
Papa Leon al IX-lea s-a născut la 21 iunie 1002, în Alsacia, la naștere primind numele de Bruno Graf von Egisheim-Dagsburg, iar în franceză: Bruno d'Eguisheim-Dabo.
În perioada 12 februarie 1049-19 aprilie 1054 a fost episcop al Romei și papă al Bisericii Universale. 
După moartea sa s-a declanșat Marea Schismă din 1054.
A decedat la Roma, la 19 aprilie 1054. Corpul său se odihnește în Bazilica Sfântul Petru din Roma.

## Canonizarea Papei Leon al IX-lea
Papa Leon al IX-lea a fost canonizat în anul 1087, de către Papa Victor al III-lea. Sărbătoarea sa este, în mod tradițional, celebrată la 19 aprilie, ziua aniversării morții sale, care este considerată de credincioși „Nașterea în Cer” a sfântului. 